# Glyphostoma lyuhrurngae
Glyphostoma lyuhrurngae é uma espécie de gastrópode do gênero Glyphostoma, pertencente a família Conidae.